# Kastell Oberhochstatt
Das Kastell Oberhochstatt ist eines der am wenigsten bekannten ehemaligen römischen Kastelle, das nahe dem Obergermanisch-Rätischen Limes errichtet worden ist und nordöstlich des Dorfes Oberhochstatt im Landkreis Weißenburg-Gunzenhausen in Bayern liegt. Die vielleicht für einen Numerus erbaute Befestigung ging spätestens mit dem Limesfall 259/260 n. Chr. unter.

## Lage

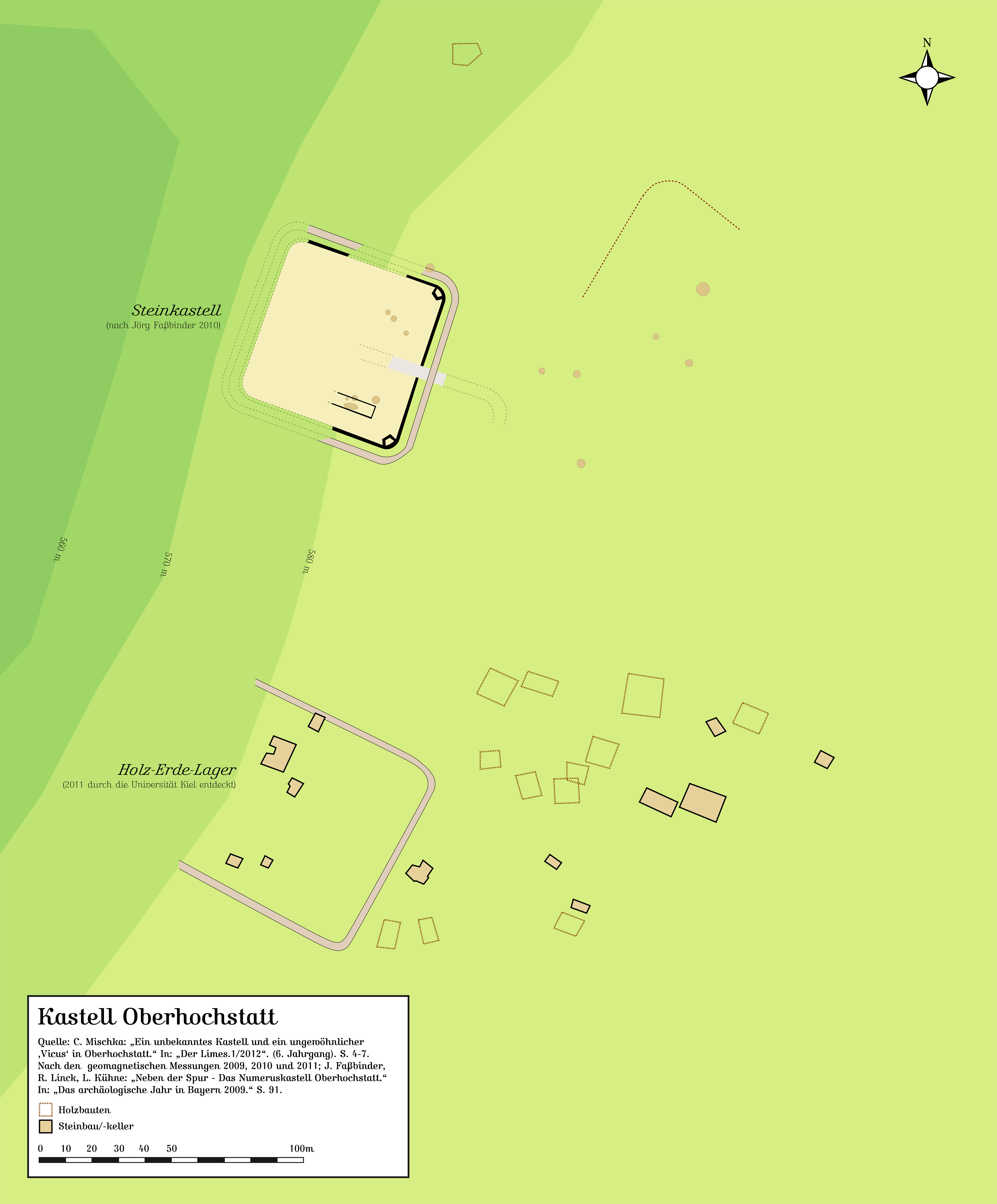
Lageplan der Kastelle und des Vicus nach den Forschungsergebnissen bis 2011.

Östlich des Steinkastells fanden sich 2006 Siedlungsspuren der Jungsteinzeit. Weitere neolithisch-vorgeschichtliche Funde stammen vom Talhang nordwestlich der römischen Befestigung, eine mesolithische Freilandstation sowie Siedlungsreste der Vorgeschichte fanden sich auch südwestlich des Kastells am dortigen Talhang. An dieser Stelle kamen auch römische Funde ans Licht.
Die lange Zeit nur vermutete römische Befestigung lag unmittelbar an der Kante eines leichten Geländesporns, dessen Steilhang sich in das hier beginnende Rohrbachtal hinabsenkt, das bis kurz vor das nahe Weißenburg heranreicht. Die Besatzung des Kastells Oberhochstatt konnte von ihrem Garnisonsort aus über das römische Weißenburg hinweg das Land bis zum 40 Kilometer entfernten, westlich gelegenen Hesselberg einsehen. Mit Hilfe der schon lange gemutmaßten Signalstation auf diesem Berg hätte Oberhochstatt zu weit entfernten Kastellen wie Ruffenhofen und Dambach Kontakt halten können. Das nordwestliche Kastell Theilenhofen lag bei guter Sicht ebenfalls einsehbar im Gelände. Rund zweieinhalb Kilometer Luftlinie südöstlich befindet sich der Burgus Burgsalach. Unter anderem diese topographische Situation unterstreicht den strategischen Wert des Standorts Oberhochstatt.
Heute ist das nicht sichtbare Fundgebiet unmittelbar südlich der Straßenkreuzung Indernbuch–Burgsalach nahe der Flur „Burgstall“ zu finden. Die von dieser Kreuzung zur nordöstlichen Ortsausfahrt des Dorfes Oberhochstatt führende Straße durchschneidet das Kastellareal, der Hang unmittelbar nordwestlich dieser Straße ist seit der Antike abgerutscht, womit die Fortifikation weitgehend zerstört ist.

## Forschungsgeschichte
Der Name der Flur „Burgstall“ wies die Limesforschung schon relativ früh nach Oberhochstatt. Doch insbesondere ein verloren gegangener Bericht des damaligen Oberhochstätter Pfarrers Langheinrich vom 21. Juni 1833 hat die Geschichte des Kastellplatzes fast 200 Jahre lang geprägt. Der Würdenträger berichtete, dass der Bauer Michael Hemeter auf seinem Feld in der Burgstaller Flur „unter anderem große römische Lettern gefunden und einige nach Ansbach eingeschickt“ hatte. Diese Versendung war über den Pfarrer selbst geschehen. Neben den Buchstaben war auch eine römische Kupfermünze mit der Umschrift „Antoninus Augustus“ auf der Vorderseite und einer sitzenden Figur mit „Salus Augusti S. C.“ auf der Rückseite von Hemeter gefunden worden. Die über die Ansbacher Sammlung erhalten gebliebenen Bronzebuchstaben, die zu einer Bau- oder Ehreninschrift gehört haben könnten, sicherten über Generationen die Vermutung, in Oberhochstatt ein Steinkastell finden zu können. Die Archäologin Barbara Pferdehirt hat daran gedacht, die mit wenigen Ausnahmen acht bis zehn Zentimeter großen Buchstaben dieser Art in Zusammenhang mit gleichgestalteten Bronzebuchstabeninschriften aus der Regierungszeit Kaiser Caracallas (211–217) zu bringen, der 213 – nach seinem Sieg über die Alamannen – am Limes war. Buchstaben aus Bronze wurden unter anderem an den Kastellplätzen Schirenhof, Böbingen, Kösching, Pförring, Pfünz, Eining, Faimingen, Steinkirchen, Saalburg und Feldberg entdeckt. Den gleichen Gedanken vertrat auch ihr Kollege Thomas Fischer.
1983 glaubte der Luftbildarchäologe Otto Braasch die genaue Lage der Umwehrung festgestellt zu haben. Eine geophysikalische Untersuchung durch das Bayerische Landesamt für Denkmalpflege (BLfD), die 2009 durchgeführt wurde, stellte jedoch klar, dass es sich hier um geologische Strukturen gehandelt hat. Ein Erfolg war diese Untersuchung dennoch, da das Kastell nun endgültig rund 170 Meter vor Oberhochstatt entdeckt werden konnte. Um auch einen Eindruck von der die Garnison umgebenden Zivilsiedlung (Vicus) zu erhalten und deren Größe festzustellen, wurde in den Jahren 2010 und 2011 auch das Umfeld der Befestigung durch das Institut für Ur- und Frühgeschichte der Universität Kiel im Rahmen einer Kooperation mit dem BLfD weitflächig geomagnetisch untersucht, wobei die Konzentration hauptsächlich dem südlichen Gelände galt. Dabei zeigte sich für die Wissenschaftler überraschenderweise südwestlich des Steinkastells, in Fortsetzung der nach Oberhochstatt führenden Straße – gleichfalls teilweise von dieser überschnitten und durch den abfallenden Hang beschädigt – 2011 ein Holz-Erde-Lager. Ein bereits auf dem südlichen Areal dieser Anlage errichteter Neubau macht die bedrohte Situation der archäologischen Zone deutlich.

## Baugeschichte
Die bis 2011 erfolgten geomagnetischen Prospektionen lassen nur Vermutungen zu. Konkrete Aussagen und Datierungen werden wohl erst Ausgrabungen möglich machen. Vielleicht gehört der Kastellplatz bereits zur ersten Phase des Limesvorschubs in den Raum nördlich des Fränkischen Jura. Es wäre dann in der domitianischen Epoche (81 bis 96 n. Chr.) zeitgleich mit Weißenburg, Gnotzheim und Unterschwaningen gegründet worden. Wesentlich häufiger wurde in der Vergangenheit jedoch die These vertreten, dass Oberhochstatt zusammen mit den Numeruskastellen Ellingen (Sablonetum) und Böhming zunächst als Holz-Erde-Anlage entstand. Dieses Szenario hat die Prospektion von 2011 nun wahrscheinlich mit der rund 80 × 80 Meter großen Befestigung bestätigt. Für Ellingen konnte eine solche Gründung in der Zeit um 120 n. Chr. veranschlagt werden, als der Limes in Rätien auf seine endgültige Linie gebracht worden ist. Quintus Spicius Cerialis, der als rätischer Statthalter in den Jahren 181 und 182 die Kastelle Böhming und Sablonetum in Stein ausbaute, könnte für die gleichen Baumaßnahmen auch in Oberhochstatt verantwortlich sein.

## Truppe
Die nach Oberhochstatt abkommandierte, namentlich unbekannte Abteilung war wahrscheinlich ein Numerus (dt. „Einheit“). Diese Einheiten gehörten zu den römischen Hilfstruppen, waren aber nicht so standardisiert wie die Auxilia, die in den Gründungstagen der Numeri bereits fester Bestandteil des römischen Heeres waren. Die Numeri entstanden am Ende des 1. Jahrhunderts, als die ersten Limesstrecken eingerichtet wurden. Der Bedarf an kleineren Einheiten zur Grenzüberwachung wuchs enorm, was auch finanzielle Folgen für das Reich hatte. So wurden junge Einheimische regional ausgehoben und mit geringerem Sold und weniger striktem Standard in neuerrichtete Standorte abkommandiert. Die Numeri wurden wie die Auxilia nach ihrer ursprünglichen ethnischen Herkunft benannt und haben scheinbar bei der Entlassung nicht das römische Bürgerrecht erhalten.

## Vicus und Brandgräberfeld
Das mutmaßliche Kastelldorf wurde möglicherweise zumindest in Teilen zwischen 2010 und 2011 hauptsächlich südlich des Steinkastells erfasst. Offenbar gab es jedoch auch nördlich der Garnison zivile Bauten. Ohne Ausgrabungen ist eine Interpretation der geomagnetischen Bestandsaufnahme schwierig, da die Gebäude und ihre Anordnung nicht dem von den Wissenschaftlern angenommenen und von vielen Garnisonsorten bekannten Schema entspricht. So fehlen die typischen länglichen Streifenhäuser, welche die Ausfallstraßen der Kastelle begleiteten, vollständig. In Oberhochstatt lässt sich vielmehr überhaupt keine klare Orientierung der Bauten feststellen. Einige der erkennbaren Holzhäuser, die an keltische Konstruktionen erinnern, überlagern sich, stammen also aus verschiedenen Bauphasen. Es kommen einschiffige Acht-Pfosten-Bauten ebenso vor wie mindestens dreischiffige Typen mit über 20 Pfosten. Aufgrund des gänzlichen Fehlens keltischer Funde gibt es für eine vorrömische Zeitstellung der Bauten jedoch noch keine Anhaltspunkte. Möglicherweise stammen die Bauten auch aus der Pionierphase, als das erste Holz-Erde-Lager errichtet wurde.
Ein ganz konkret römischer Befund wurde stattdessen 2006 nur wenig östlicher als das bis 2011 untersuchte Areal festgestellt. In diesem Jahr entstand dort eine Biogasanlage. Aufgrund des damaligen Forschungsstandes wurde der Bau bestenfalls dem Außenbezirk des Kastellvicus zugeschrieben und als Villa Rustica gedeutet. Möglicherweise ist mit dem Beginn des eigentlichen Lagerdorfes jedoch erst in dieser Zone zu rechnen.
Das römische Brandgräberfeld wird im Zentrum von Oberhochstatt um den denkmalgeschützten ehemaligen Dorfgasthof vermutet.

## Limesmauer

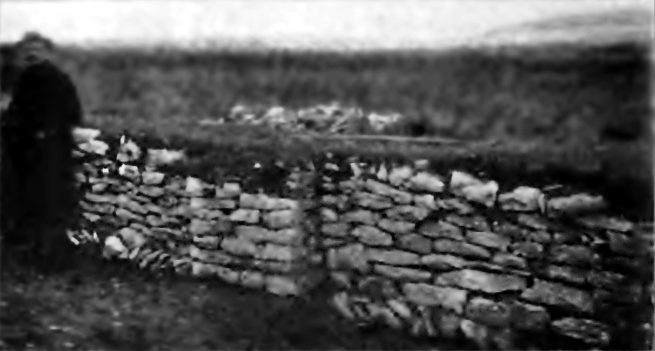
Die aus weitgehend unbearbeiteten Steinen gesetzte Limesmauer mit einem Fundament aus zumeist schräg gestellten Steinen und einem der Mauervorsprünge nahe der Straße von Weißenburg nach Burgsalach im Jahr 1894

Die 1894 von dem zuständigen Streckenkommissar der Reichs-Limeskommission, Wilhelm Kohl (1848–1898), vorgenommenen Untersuchungen an der Limesmauer brachten nur wenig westlich der den Limes durchschneidenden Straße von Oberhochstatt nach Indernbuch auf einem 40 Meter lang ergrabenen Stück an der dem römischen Reich zugewandten Seite vier mit der Mauer im Verband stehende rechteckige Mauervorsprünge, die in einem lichten Abstand von 11,6, 12,35 und 11,55 Metern zueinander standen. Alle Vorsprünge waren je 0,40 Meter tief und zwischen 0,65 und 0,70 Meter breit sowie entsprechend der Limesmauer noch zwischen 0,60 und 0,70 Meter hoch erhalten. Unweit der Straße von Weißenburg nach Burgsalach wurden an zwei weiteren untersuchten Stellen jeweils zwei weitere Mauervorsprünge festgestellt. Hier betrug der lichte Abstand 17,23 und 8,90 Meter. Die insgesamt vier Vorsprünge in diesem Untersuchungsabschnitt waren zwischen 0,30 und 0,40 Meter tief und zwischen 0,70 und 0,80 Meter breit. Die erhaltene Mauerhöhe betrug jeweils 0,70 Meter.

## Denkmalschutz
Das Kastell Oberhochstatt und die erwähnten Anlagen sind als Abschnitt des Obergermanisch-Rätischen Limes seit 2005 Teil des UNESCO-Welterbes. Außerdem sind sie geschützt als eingetragene Bodendenkmale im Sinne des Bayerischen Denkmalschutzgesetzes (BayDSchG). Nachforschungen und gezieltes Sammeln von Funden sind erlaubnispflichtig, Zufallsfunde sind den Denkmalbehörden anzuzeigen.